# Eickener Straße 163 (Mönchengladbach)

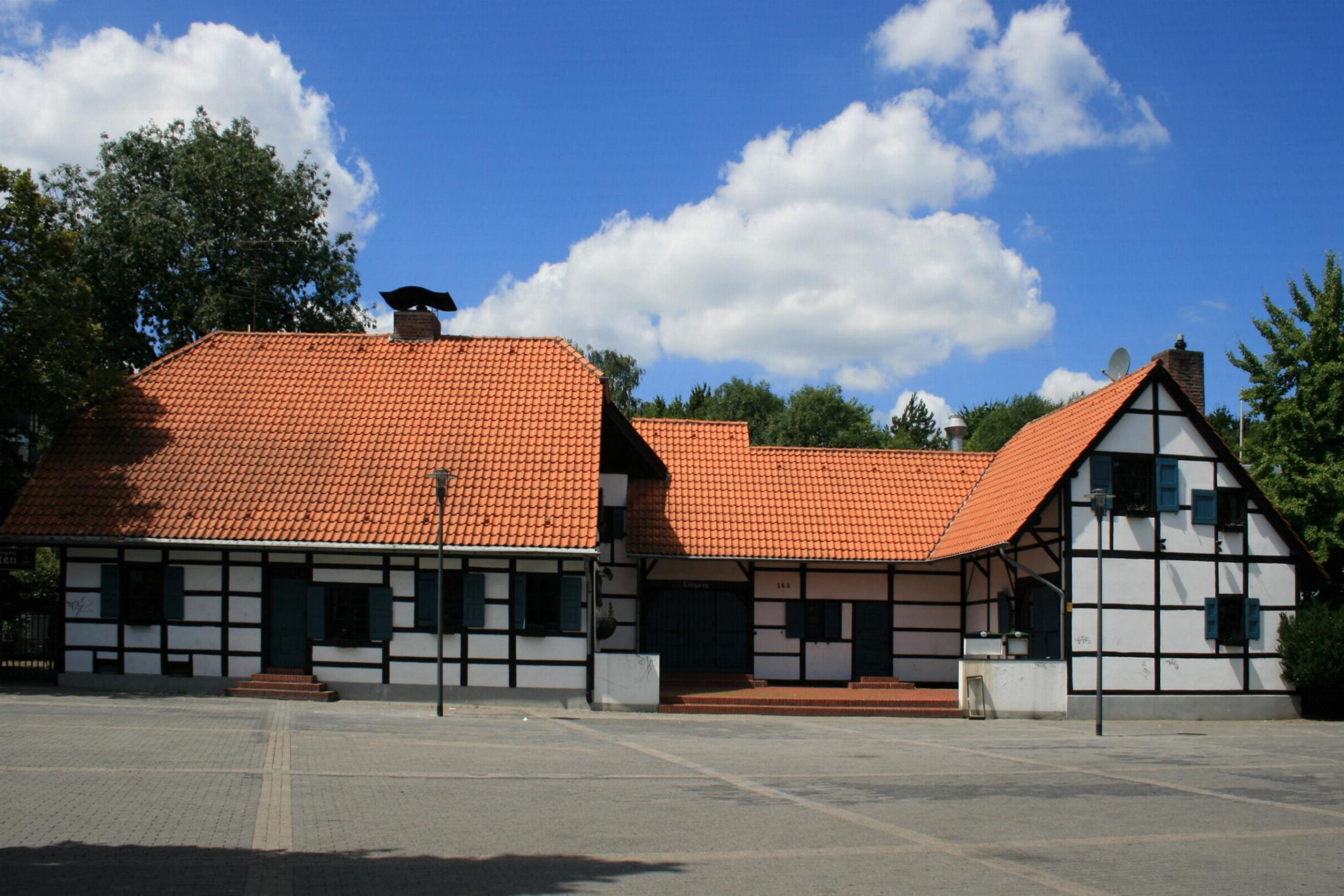
Gaststätte (ehemalige Hofanlage), 2011

Die Gaststätte Eickener Straße 163  steht im Stadtteil Eicken in Mönchengladbach (Nordrhein-Westfalen).
Das Haus wurde im 17. Jahrhundert erbaut. Es ist unter Nr. E 001 am 4. Dezember 1984 in die Denkmalliste der Stadt Mönchengladbach eingetragen worden.

## Architektur
Es handelt sich um einen ehemaligen Bauernhof im Bereich des neugestalteten Marktes in Eicken im Kern aus dem 17. Jahrhundert. Das Objekt besteht aus einem längsaufgeschlossenen ehem. Wohnstallgebäude in Fachwerkkonstruktion sowie angebautem Stall und Scheunengebäude. Der Durchbau des Objektes als Gaststätte erfolgte im Rahmen des Sanierungsgebietes Eicken. Benachbart ist das aus der gleichen Zeit stammende zweigeschossige Fachwerkhaus Eickener Straße 157.